# Уитни, Уильям (режиссёр)
В Википедии есть статьи о других людях с таким именем и фамилией — см. Уитни, Уильям
Уи́льям Уи́тни (англ. William Witney; 15 мая 1915, Лотон, Оклахома — 17 марта 2002[…], Джэксон, Калифорния) — американский кино- и телережиссёр, менее известен как актёр, монтажёр и сценарист; написал две книги: Trigger Remembered (1989) и In a Door, Into a Fight, Out a Door, Into a Chase (1995).

## Биография
Уильям Нуэльсен Уитни родился 15 мая 1915 года в городе Лотон (штат Оклахома, США). Когда мальчику было четыре года, его отец умер, и Уильяма усыновил его дядя, военный капитан, служивший в форте «Сэм Хьюстон». Сводный брат Уильяма, кинопродюсер Колберт Кларк (1898—1960), с юности приобщил его к кинематографу, в частности, дал ему целых три эпизодические роли (без указания в титрах) в киносериале «Сражаясь с Китом Карсоном» (1933). Провалив экзамены в Военно-морскую академию, Уитни решил посвятить себя кино и начал работу на киностудии Mascot Pictures. Поначалу он был посыльным, уборщиком, электриком, ассистентом монтажёров и сценаристов, а с 1937 года стал самостоятельно режиссировать кинофильмы и киносериалы. Именно на этом поприще Уитни и преуспел: за свою карьеру длиной 45 лет (1937—1982) он стал режиссёром 144 фильмов и сериалов (большинство из них — вестерны категории B). Известен тем, что намного улучшил динамику экранных драк, во многом ориентируясь на хореографический подход к подобным сценам известного режиссёра Басби Беркли (например, он разбивал драку на короткие сегменты, менял ракурсы камеры и включал крупные планы).
Во время Второй мировой войны служил в подразделении боевых операторов Корпуса морской пехоты в звании лейтенанта, поэтому с 1943 по 1946 год не снял ни одного фильма.
Уильям Уитни скончался 17 марта 2002 года в городе Джэксон (Калифорния) от инсульта. Вскоре после смерти был награждён премией «Золотая бутса».
Квентин Тарантино: «Уильям Уитни был убеждён, что не существует ни одной сцены, которую нельзя было бы улучшить с помощью кулачного боя».
Личная жизнь
Уильям Уитни был женат дважды:
1. Максин Дойл[англ.], киноактриса (1915—1973)[14]. Брак заключён 4 апреля 1938 года и продолжался 35 лет до самой смерти супруги 7 мая 1973 года[8]. От брака остался сын Джон[10].
2. Беверли Дж. Восберг, мексиканка. Брак заключён 29 октября 1977 года и продолжался почти четверть века до самой смерти Уитни  17 марта 2002 года. Детей не было.

## Избранная фильмография

### Кинорежиссёр
Кинофильмы
- 1947 — Колокола Сан-Анджело[англ.] / Bells of San Angelo
- 1947 — Весна в горах Сьерры[англ.] / Springtime in the Sierras
- 1948 — Под звёздами Калифорнии[англ.] / Under California Stars
- 1950 — Колокола Коронадо[англ.] / Bells of Coronado
- 1950 — Сумерки в горах Сьерры[англ.] / Twilight in the Sierras
- 1950 — Закат на Западе[англ.] / Sunset in the West
- 1955 — Последний приказ[англ.] / The Last Command — second unit director, в титрах не указан
- 1955 — Перевал Санта-Фе[англ.] / Santa Fe Passage
- 1955 — Город теней / City of Shadows
- 1956 — Незнакомец у моей двери[англ.] / Stranger at My Door
- 1956 — Странное приключение[англ.] / A Strange Adventure
- 1958 — Крутые и безумные[англ.] / The Cool and the Crazy
- 1958 — История Бонни Паркер / The Bonnie Parker Story
- 1961 — Властелин мира / Master of the World
- 1962 — Мистер Хоббс берёт выходной[англ.] / Mr. Hobbs Takes a Vacation — second unit director
- 1964 — Марни / Marnie — second unit director, в титрах не указан
- 1964 — Винтовки апачей[англ.] / Apache Rifles
- 1965 — Девочки на пляже / The Girls on the Beach
- 1967 — 40 винтовок против апачей[англ.] / 40 Guns to Apache Pass
- 1973 — Я сбежал с острова Дьявола[англ.] / I Escaped from Devil's Island
- 1975 — ? / Darktown Strutters

Киносериалы
- 1934 — Закон дикой природы[англ.] / The Law of the Wild — ассистент, в титрах не указан
- 1935 — Призрачная империя[англ.] / The Phantom Empire — ассистент, в титрах не указан
- 1936 — Линчеватели идут[англ.] / The Vigilantes Are Coming — ассистент: second unit, в титрах не указан
- 1937 — Дик Трейси[англ.] / Dick Tracy — second unit director, в титрах не указан
- 1937 — Раскрашенный жеребец[англ.] / The Painted Stallion[15]
- 1937 — SOS: Береговая охрана[англ.] / S.O.S. Coast Guard
- 1937 — Зорро снова в седле[англ.] / Zorro Rides Again
- 1938 — Одинокий рейнджер[англ.] / The Lone Ranger
- 1938 — Боевые Дьявольские псы[англ.] / The Fighting Devil Dogs
- 1938 — Дик Трейси возвращается[англ.] / Dick Tracy Returns
- 1938 — Дикий Ястреб[англ.] / Hawk of the Wilderness
- 1939 — Одинокий рейнджер снова в седле[англ.] / The Lone Ranger Rides Again
- 1939 — Сорвиголовы Красного Круга[англ.] / Daredevils of the Red Circle
- 1939 — Агенты Дика Трейси[англ.] / Dick Tracy's G-Men
- 1939 — Боевой легион Зорро[англ.] / Zorro's Fighting Legion
- 1940 — Барабаны Фу Манчу[англ.] / Drums of Fu Manchu
- 1940 — Приключения Реда Райдера[англ.] / Adventures of Red Ryder
- 1940 — Кинг из Королевской канадской конной полиции[англ.] / King of the Royal Mounted
- 1940 — Таинственный доктор Сатана / Mysterious Doctor Satan
- 1941 — Приключения Капитана Марвела / Adventures of Captain Marvel
- 1941 — Девушка из джунглей[англ.] / Jungle Girl
- 1941 — Кинг, техасский рейнджер[англ.] / King of the Texas Rangers
- 1941 — Дик Трейси против корпорации «Преступность»[англ.]
- 1942 — Спай Смэшер / Spy Smasher
- 1942 — Ниока в опасности[англ.] / Perils of Nyoka
- 1942 — Кинг из Королевской канадской конной полиции[англ.] / King of the Mounties
- 1943 — Агенты ФБР против Чёрного Дракона[англ.] / G-Men vs. the Black Dragon
- 1946 — Малиновый призрак[англ.] / The Crimson Ghost

### Телережиссёр
- 1954—1955 — Истории века[англ.] / Stories of the Century (30 эпизодов)
- 1958—1960 — Зорро[англ.] / Zorro (11 эпизодов[англ.])
- 1959 — Лесси / Lassie (эпизод Tartan Queen[англ.])
- 1959 — Скай Кинг[англ.] / Sky King (4 эпизода)
- 1959 — Спасательный отряд № 8[англ.] / Rescue 8 (3 эпизода)
- 1959 — Полицейский штата[англ.] / State Trooper (8 эпизодов)
- 1959 — Майк Хаммер[англ.] / Mike Hammer (13 эпизодов)
- 1959—1960 — Речной корабль[англ.] / Riverboat (7 эпизодов)
- 1959, 1962—1963, 1965 — Караван повозок[англ.] / Wagon Train (7 эпизодов[англ.])
- 1960 — Отряд М[англ.] / M Squad (эпизод The Velvet Stakeout[англ.])
- 1960 — Диснейленд[англ.] / Disneyland (2 эпизода)
- 1961 — Высокий человек[англ.] / The Tall Man (4 эпизода)
- 1961—1962 — Истории Уэллс-Фарго[англ.] / Tales of Wells Fargo (11 эпизодов[англ.])
- 1961—1962, 1964—1967 — Бонанза / Bonanza (27 эпизодов[англ.])
- 1962—1966, 1969 — Вирджинец[англ.] / The Virginian (10 эпизодов[англ.])
- 1963 — Ларами[англ.] / Laramie (2 эпизода)
- 1964 — Час Альфреда Хичкока / The Alfred Hitchcock Hour (эпизод Final Escape[англ.])
- 1965 — Дикий, дикий Вест[англ.] / The Wild Wild West (2 эпизода[англ.])
- 1966 — Заклеймённый[англ.] / Branded (4 эпизода)
- 1966 — Робот доктора Сатаны[англ.] / Doctor Satan's Robot
- 1966 — Циклотрод Икс[англ.] / Cyclotrode "X"
- 1966 — Чёрный Дракон Манзанара[англ.] / Black Dragon of Manzanar
- 1966—1967 — Ларедо[англ.] / Laredo (7 эпизодов)
- 1966—1967 — Даниэль Бун[англ.] / Daniel Boone (4 эпизода[англ.])
- 1967 — Хондо[англ.] / Hondo (3 эпизода)
- 1967—1968 — Тарзан[англ.] / Tarzan (6 эпизодов)
- 1967—1968 — Высокий кустарник[англ.] / The High Chaparral (4 эпизода[англ.])

### Актёр
- 1933 — Сражаясь с Китом Карсоном[англ.] / Fighting with Kit Carson — три разные эпизодические роли (в титрах не указан)
- 1936 — Линчеватели идут[англ.] / The Vigilantes Are Coming — казак (в титрах не указан)
- 1951 — Далёкая синяя высь[англ.] / The Wild Blue Yonder — генерал Кёртис ЛеМэй

### Прочие работы
- 1935 — Чудесный наездник[англ.] / The Miracle Rider — ассистент монтажёра (в титрах не указан)
- 1935 — Поющий бродяга[англ.] / The Singing Vagabond — сценарист (в титрах не указан)
- 1936 — Тёмная Африка[англ.] / Darkest Africa — script supervisor (в титрах не указан)
- 1936 — Долина Красной реки[англ.] / Red River Valley — script supervisor (в титрах не указан)
- 1936 — Линчеватели идут[англ.] / The Vigilantes Are Coming — script clerk (в титрах не указан)
- 1936 — Робинзон Крузо с острова Клиппер[англ.] / Robinson Crusoe of Clipper Island — монтажёр
- 1937 — Дик Трейси[англ.] / Dick Tracy — монтажёр